# Sebastian Wimmer (SS-Mitglied)
Sebastian Wimmer, auch Westel Wimmer (* 5. Januar 1902 in Dingolfing; † 10. Dezember 1952), war ein deutscher Polizist, SS-Hauptsturmführer und erster Schutzhaftlagerführer im KZ Majdanek.

## Leben
Sebastian Wimmer war von März 1923 bis Ende Februar 1935 bei der Polizei München tätig, zuletzt im Rang eines Oberwachtmeisters. Zum 1. März 1935 trat er der SS (SS-Nummer 264.374), er war ab 1936 Offizier der beim KZ Dachau stationierten SS-Totenkopfstandarte „Oberbayern“, zum 20. April 1940 wurde er zum Hauptsturmführer befördert. Vermutlich zum 1. Mai 1937 trat er der NSDAP bei (Mitgliedsnummer 5.020.993). Ab Herbst 1939 wurde er zur 3. SS-Panzer-Division „Totenkopf“ versetzt, dann von Ende Januar 1942 bis Anfang September 1942 zur 2. SS-Panzer-Division „Das Reich“, und danach wieder zur 3. SS-Panzer-Division „Totenkopf“.
Von Ende September 1942 bis Mitte Februar 1943 war Wimmer Schutzhaftlagerführer im KZ Majdanek, anschließend bis Anfang Oktober 1944 stellvertretender Schutzhaftlagerführer im KZ Dachau und 1945 Leiter des Dachauer Außenkommandos auf Schloss Itter, wo prominente Häftlinge untergebracht waren. Über seinen weiteren Lebensweg nach 1945 ist nichts bekannt.